# Galianthe aurelii
Galianthe aurelii är en måreväxtart som beskrevs av Elsa Leonor Cabral. Galianthe aurelii ingår i släktet Galianthe och familjen måreväxter.
Artens utbredningsområde är Paraguay. Inga underarter finns listade i Catalogue of Life.